# Herman Heijermans
Herman Heijermans (født 3. december 1864 i Rotterdam, død 22. november 1924 i Zandvoort) var en hollandsk forfatter. 
Heijermans, der var socialdemokrat og redaktør af det socialistiske "De Jonge Gids", har skrevet romaner og fortællinger: Trinette (1892), Fleo (1893), Kamertjeszonde (1896), Interieurs (1897), Diamantstad (1903), endvidere 7 bind skitser, særlig om jødisk familieliv, under pseudonymet Samuel Falkland. 
Særlig opmærksomhed vakte det naturalistiske skipperdram i Op Hoop van Zegen (1900), antaget til opførelse 1909 som Haabet på Det ny Teater i København. Heijermans skrev desuden dramaerne Dora Kremer (1893), Ahasver (1893), Ghetto (1898), Het zevende Gebod (1899), Het Panser (1901), Ora et labora (1901) og en række enaktere. 
Heijermans var overordentlig produktiv og en fremragende skildrer af jødiske forhold. Han levede en tid i Berlin som medarbejder ved Berliner Tageblatt.